# Burg Udbina
Die Burg Udbina (kroatisch: Utvrda Udbina) ist die Ruine einer mittelalterlichen Gipfelburg in der Stadt Udbina in Kroatien. Auf der Spitze eines Hügels am nördlichen Ende der Stadt erbaut, überblickt sie einen großen Teil des Krbava-Feldes, direkt oberhalb des Ortes, an dem im Jahr 1493 die heftige und blutige Schlacht von Krbava stattfand, zwischen der Armee des Königreichs Kroatien und Akıncıs aus dem Osmanischen Reichs. Einst Eigentum der mächtigen Adelsfamilie Kurjaković, Fürsten von Krbava, wurde die Burg 1527 von den Türken erobert. 1698 wurde sie von der  habsburgisch-kroatischen Armee zurückerobert, aber später, am Ende des 19. Jahrhunderts verwahrlost, verfiel sie langsam in eine Ruine.

## Geschichte
Die Burg wurde erstmals 1364 erwähnt und zwar in mittelalterlichen Dokumenten als Name eines Landbezirks. Erbaut aus Bruchstein, war sie ein fester Stützpunkt kroatischer Adliger während der Expansion des Osmanischen Reichs im 15. Jahrhundert. Zur Zeit der Schlacht am Krbava-Feld gehörte sie der kroatischen Adelsfamilie Kurjaković, die ursprünglich aus der Familie Gusić stammt. Kurz vor der Schlacht starb plötzlich Karlo Kurjaković, ein angesehener kroatischer Adliger, der einen großen Teil von Lika besaß, einschließlich Udbina. Er hinterließ seine Frau Dorotea Kurjaković geb. Frankopan und seinen kleinen Sohn Ivan (* 1485; † 1531), zukünftiger Ban (Vizekönig) von Kroatien (der 1521–1524 und 1527–1531 regierte) und das letzte männliche Mitglied der Familie Kurjaković, in der Burg. Dorotea und Ivan – Mutter und Sohn – beobachteten, ohne sich einzumischen, den Verlauf der Schlacht auf dem Feld unten. Die Burg war nicht in die Schlacht verwickelt, da die siegreichen osmanischen Akincis sofort weiter nach Bosnien zogen, zusammen mit Gefangenen und der  geplünderten Kriegsbeute.
Trotz der kroatischen Niederlage im Jahr 1493 fiel die Burg erst 1527 in die Hände der Osmanen und wurde zu ihrer Festung. Sie erweiterten und verbesserten die Befestigungen, wodurch die gesamte Anlage schwieriger zu erobern war. Die Osmanen wurden jedoch während des Großen Türkenkriegs 1698 aus Udbina vertrieben, nachdem die habsburgisch-kroatische Armee die Burg belagerte. Das gesamte Gebiet, einschließlich der Burg, wurde von diesem Zeitpunkt an ein Teil der kroatischen Militärgrenze. Im Laufe des 19. Jahrhunderts wurde die Burg einem langsamen und anhaltenden Verfall überlassen. So blieb es bis heute.

## Architektur
Archäologische Forschungen haben gezeigt, dass es mehrere Phasen in der Konstruktion oder Rekonstruktion der Burg gab. In der Mitte stand ein Bergfried oder Donjon, ein runder und hoher Wehrturm. Von den Mauern des Bergfrieds ist bis heute nicht mehr viel übrig geblieben. Jüngste archäologische Ausgrabungen haben bestätigt, dass es sich um einen ziemlich breiten Turm handelte, der einen inneren Durchmesser von etwa 7 Meter hatte, sowie eine Wanddicke von 2–2,4 m und einen Gesamtdurchmesser etwa über 11 m erreichte.
Der Grundriss der Burg zeigt, dass in der Mitte, um den Bergfried herum, insgesamt drei dicken Mauern errichtet wurden. Die restlichen Mauern der Burg waren dünn und offensichtlich eher ein Zaun als ein ernsthaftes Hindernis für die Artillerie. Ganz unten war die Burg mehr offen, was möglicherweise an einem unzugänglichen Steilhang und der Unmöglichkeit lag, von dieser Seite angegriffen zu werden. Bei den Ausgrabungen wurden größere Mengen von Keramik-, Eisen- und Glas-Objekten sowie zwei Kanonenkugeln aus Stein gefunden. All dies zeigt die Kontinuität des Lebens und die Bedeutung von Udbina, insbesondere im militärisch-strategischen Sinne, die während der osmanischen Herrschaft sowie später, während der Zeit der kroatischen Militärgrenze, andauerte.

## Fotos

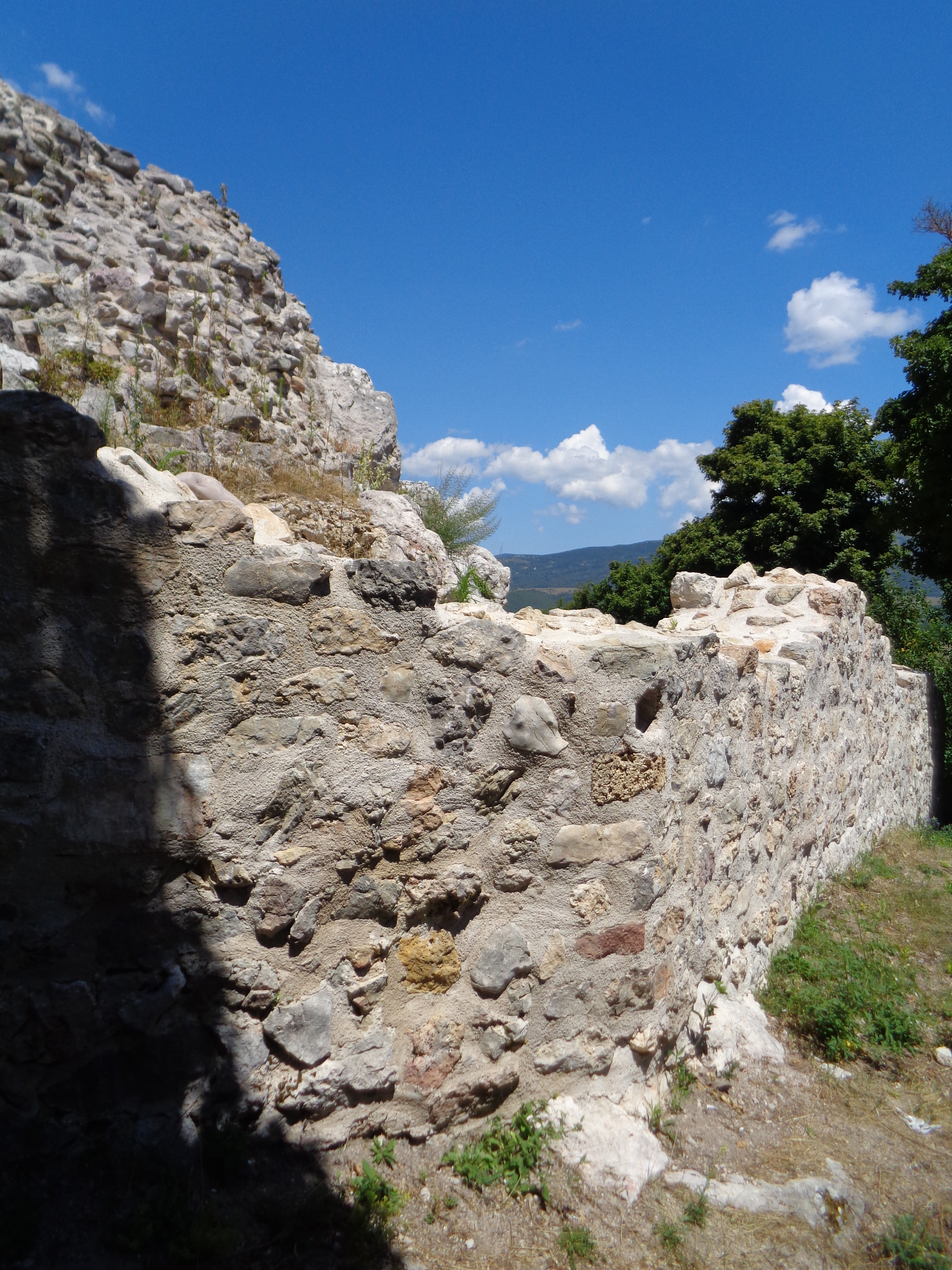
Ostseite der Mauer
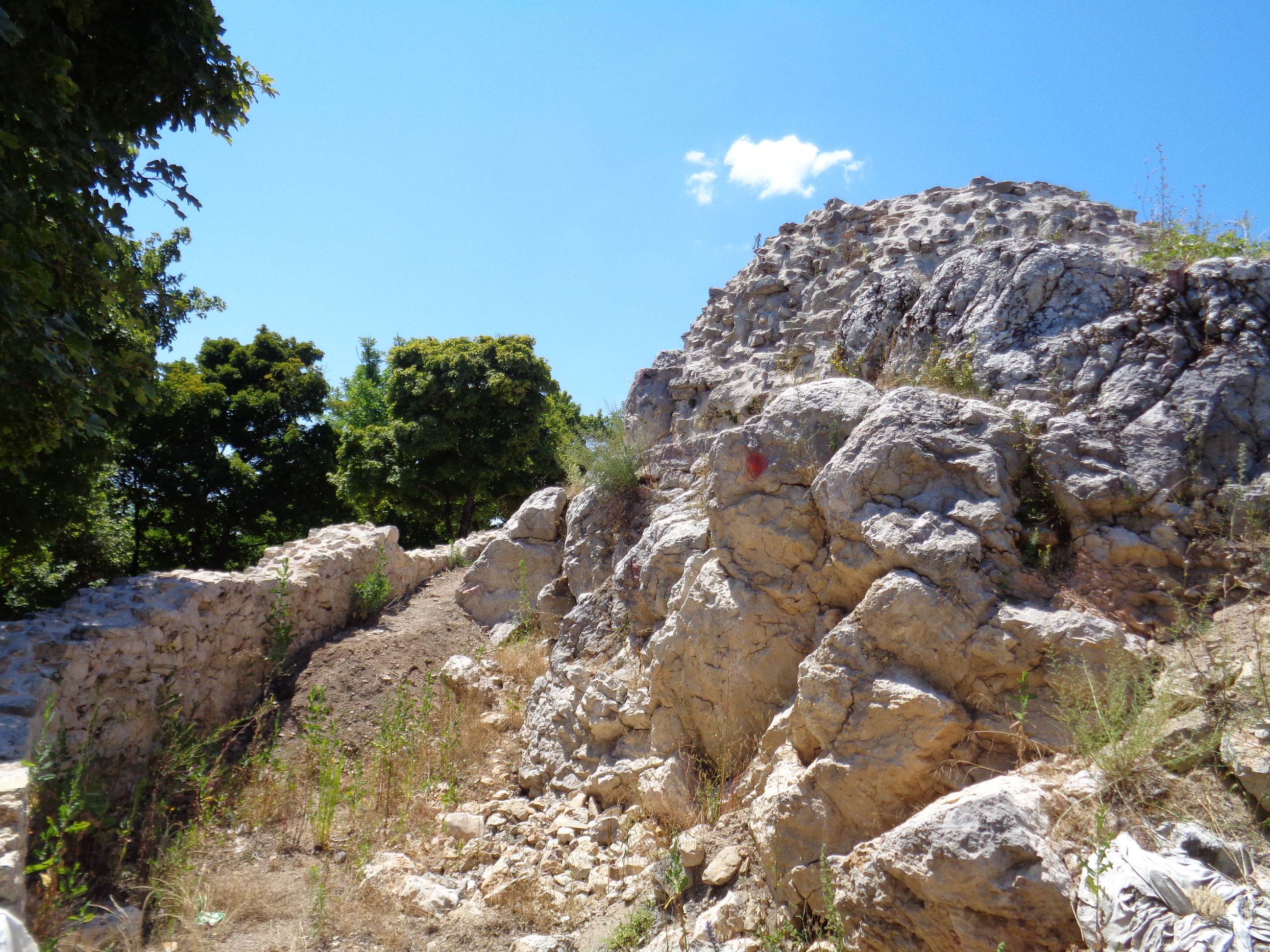
Reste der Außenmauern
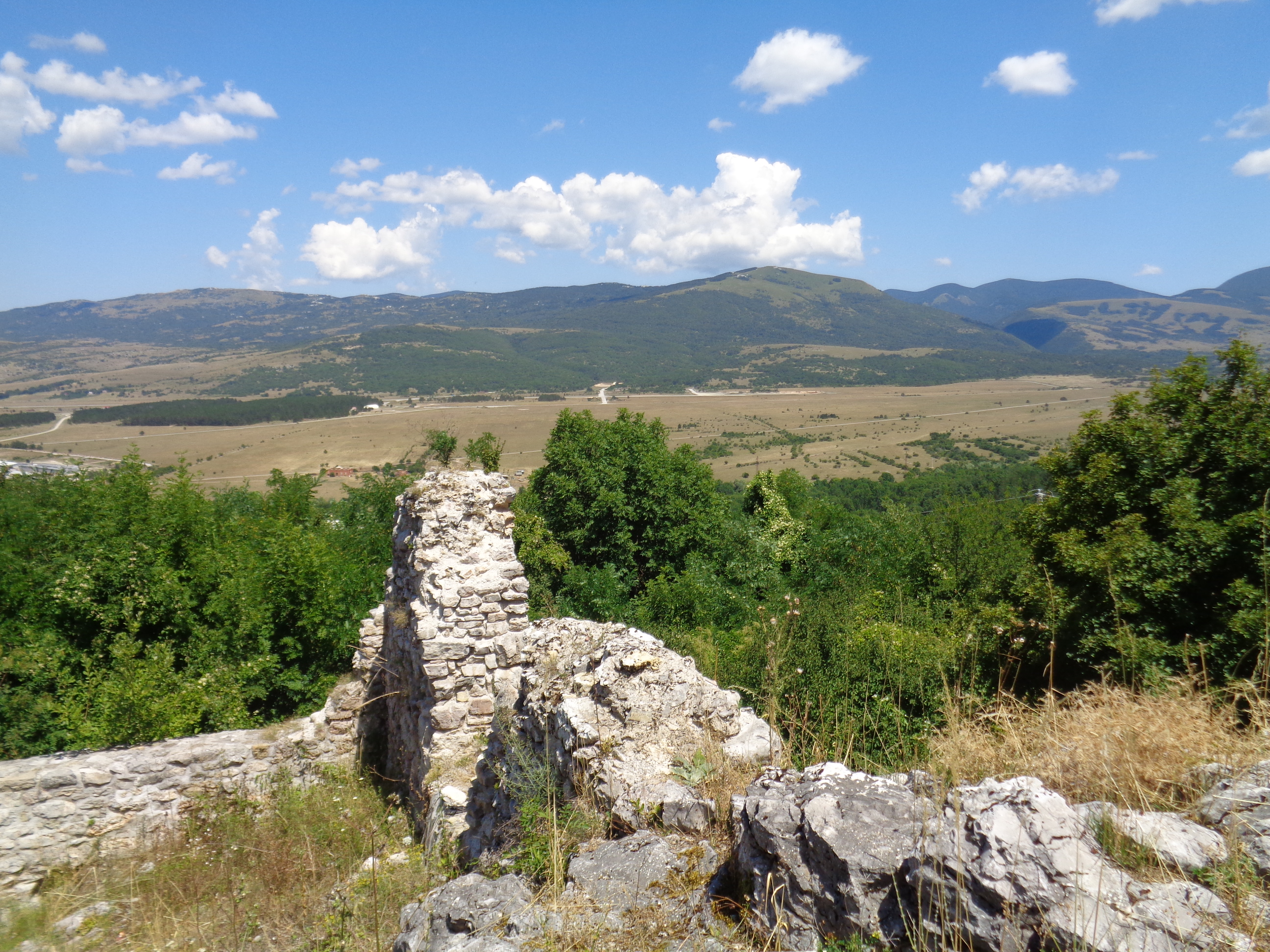
Blick auf das Krbava-Feld
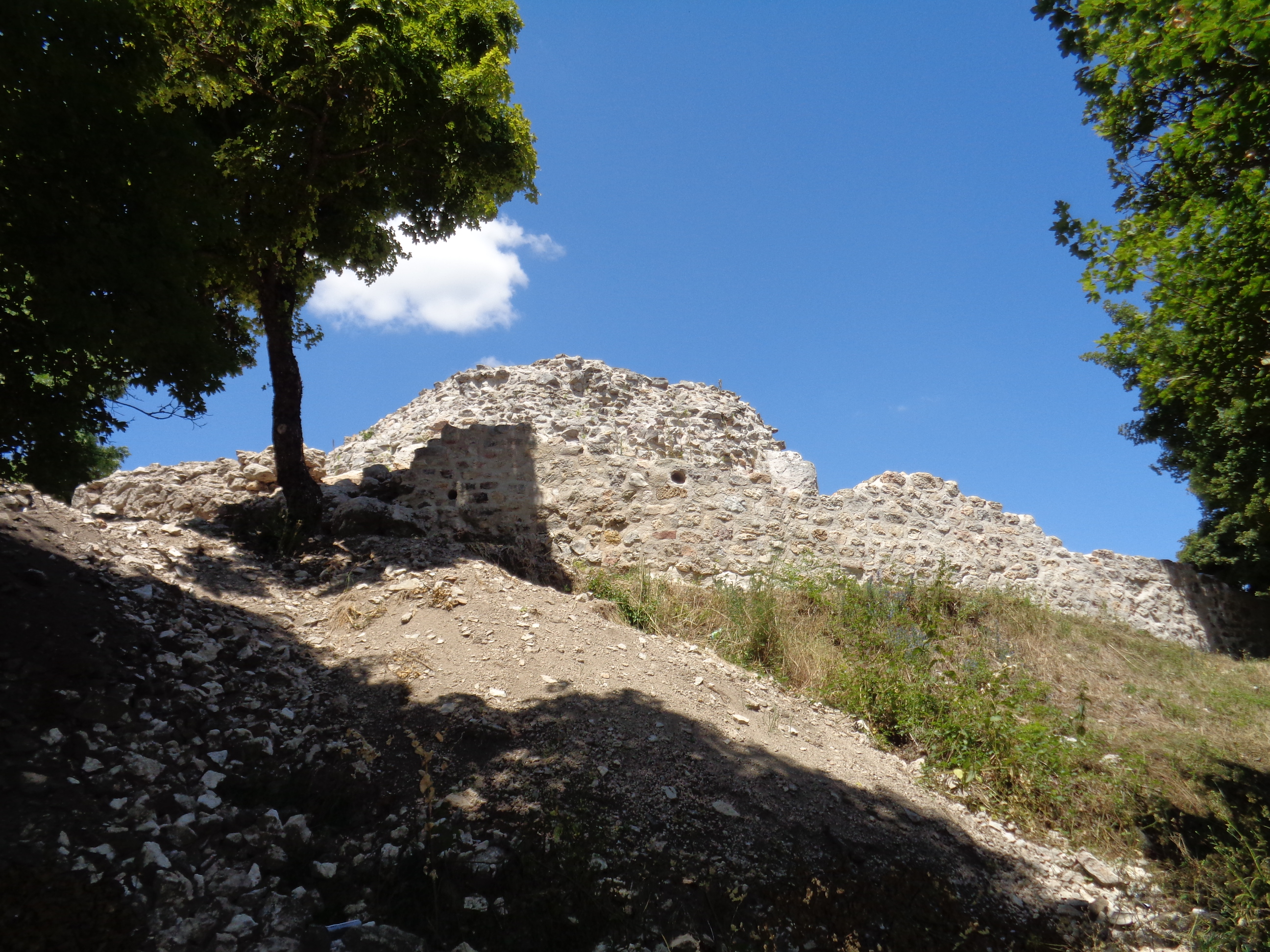
Blick von Südosten